# Tibor Szamuely

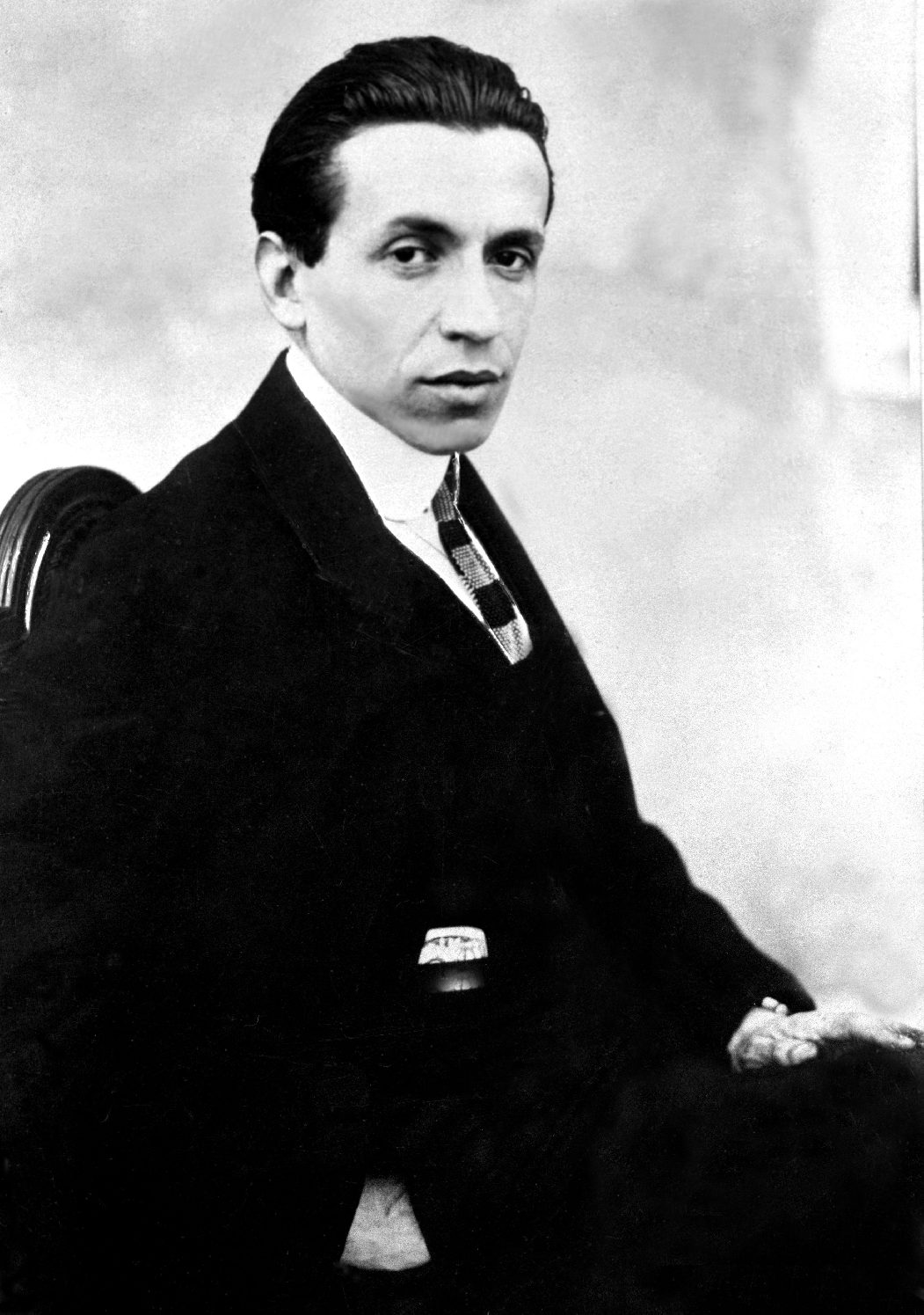
Tibor Szamuely.

Tibor Szamuely, född 27 december 1890 i Nyíregyháza, död 2 augusti 1919 i Lichtenwörth, Österrike, var en ungersk kommunistisk politiker och journalist.
Szamuely föddes i en judisk familj, och anslöt sig i unga år till Ungerns socialdemokratiska parti. Under första världskriget togs han till fånga och tillbringade två år i rysk krigsfångenskap. Samtidigt närmade han sig kommunismen; efter världskrigets slut ledde han tillsammans med Béla Kun en grupp kommunistiska ungerska krigsfångar i Moskva och stred med Röda armén i ryska inbördeskriget. Szamuely uppehöll sig därefter en period i Tyskland och deltog i spartakistupproret i januari 1919, innan han återvände till Ungern och intog en framträdande ställning inom det nybildade Ungerns kommunistiska parti.
Under och efter upprättandet av den ungerska rådsrepubliken 1919 kom Szamuely att spela en ledande roll, bland annat som utbildningskommissarie och sedan som kommissarie för militära angelägenheter. Han framstod som en av rådsrepublikens mest radikala ledare, och verkade för ett omedelbart krossande av all kontrarevolutionär verksamhet. Efter att rådsrepubliken störtats av rumänska trupper i augusti 1919 försökte Szamuely fly till Österrike, men anhölls av de österrikiska gränsmyndigheterna och ska därefter antingen ha mördats eller begått självmord.